# Будівництво 1418 і ВТТ
Будівництво 1418 і ВТТ (СТРОИТЕЛЬСТВО 1418 И ИТЛ, ИТЛ Строительства 1418) — підрозділ в системі ГУЛАГ, оперативне керування якого здійснювало Головне управління промислового будівництва (ГУЛПС).
Організований 07.08.47;

закритий між 17.03.49 і 06.04.49 (перейменований в Будівництво 514 і ВТТ)
Дислокація: Свердловська обл., сел. Нижня Тура.

## Виконувані роботи
- будівництво заводу № 814 (по електромагнітному збагаченню урана),
- лісорозробки,
- обслуговування шлакоблочного заводу, виготовлення деталей і пічного лиття, спеціальні укупорки,
- будівництво заводу мінеральної вати,
- будівництво автодоріг, розвідка та кар'єрна розробка будівельних матеріалів,
- робота на ДОКу, с/г роботи,
- будівництво бетонного заводу, ще одного ДОКу, водопроводу, каналізації, житла і культурно-побутових об'єктів.

## Чисельністьз/к
- 01.09.47 — 2913,
- 01.01.48 — 8784,
- 01.01.49 — 7514